# Kjell Jonevret
Kjell Jonevret (Stockholm, 28 juni 1962) is een voormalig Zweeds voetballer, die speelde als aanvallende middenvelder voor onder meer IF Brommapojkarna en Viking FK. Hij was als voetbalcoach actief als hoofdtrainer bij achtereenvolgens Djurgårdens, Molde FK en Viking FK. Met die eerste club won hij de Zweedse landstitel in 2005, met Molde veroverde Jonevret de Noorse beker in 2009.